# Arbus
Arbus (en sard, Arbus) és un municipi italià, situat a la regió de Sardenya i a la província de Sardenya del Sud. L'any 2007 tenia 6.779 habitants. Es troba a la regió de Monreale. Fa frontera amb els municipis següents: Fluminimaggiore, Gonnosfanadiga, Guspini i Terralba.
Situat a 60 km al nord-oest de Càller i a 25 km a l'oest de Sanluri, el municipi d'Arbus conté els frazioni (subdivisions, principalment pobles i llogarrets) Montevecchio, Ingurtosu, i S. Antonio di Santadi. Malgrat el vast territori d'Arbus, 267,16 km², el seu nombre d'habitants, al voltant de 7.000, segueix un decrement continu.

## Administració
| Període | Identitat       | Partit         |
| ------- | --------------- | -------------- |
| 2005-   | Raimondo Angius | Centreesquerra |